# Papier sulfurisé
Pour les articles homonymes, voir Parchemin (homonymie).

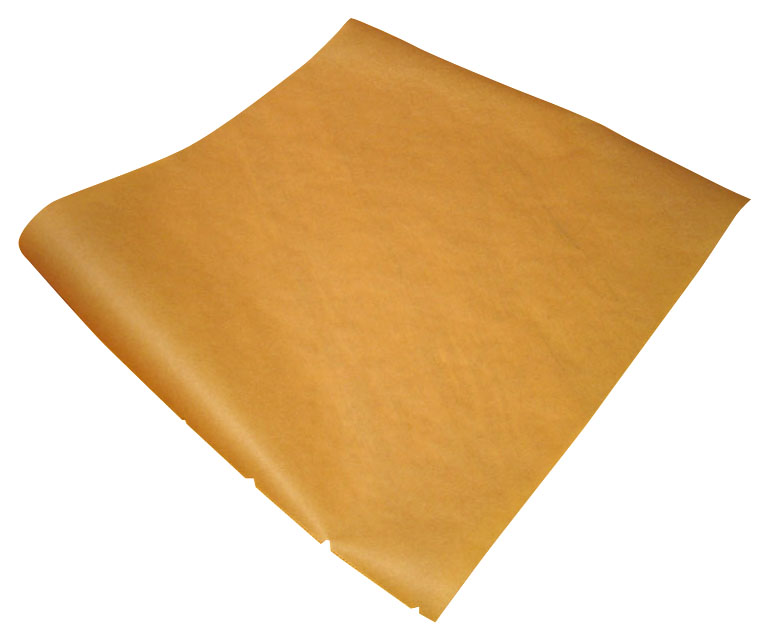
Papier sulfurisé. Sa surface présente un aspect lisse et satiné car la porosité du papier a été bouchée par un gel de cellulose après traitement à l'acide sulfurique.

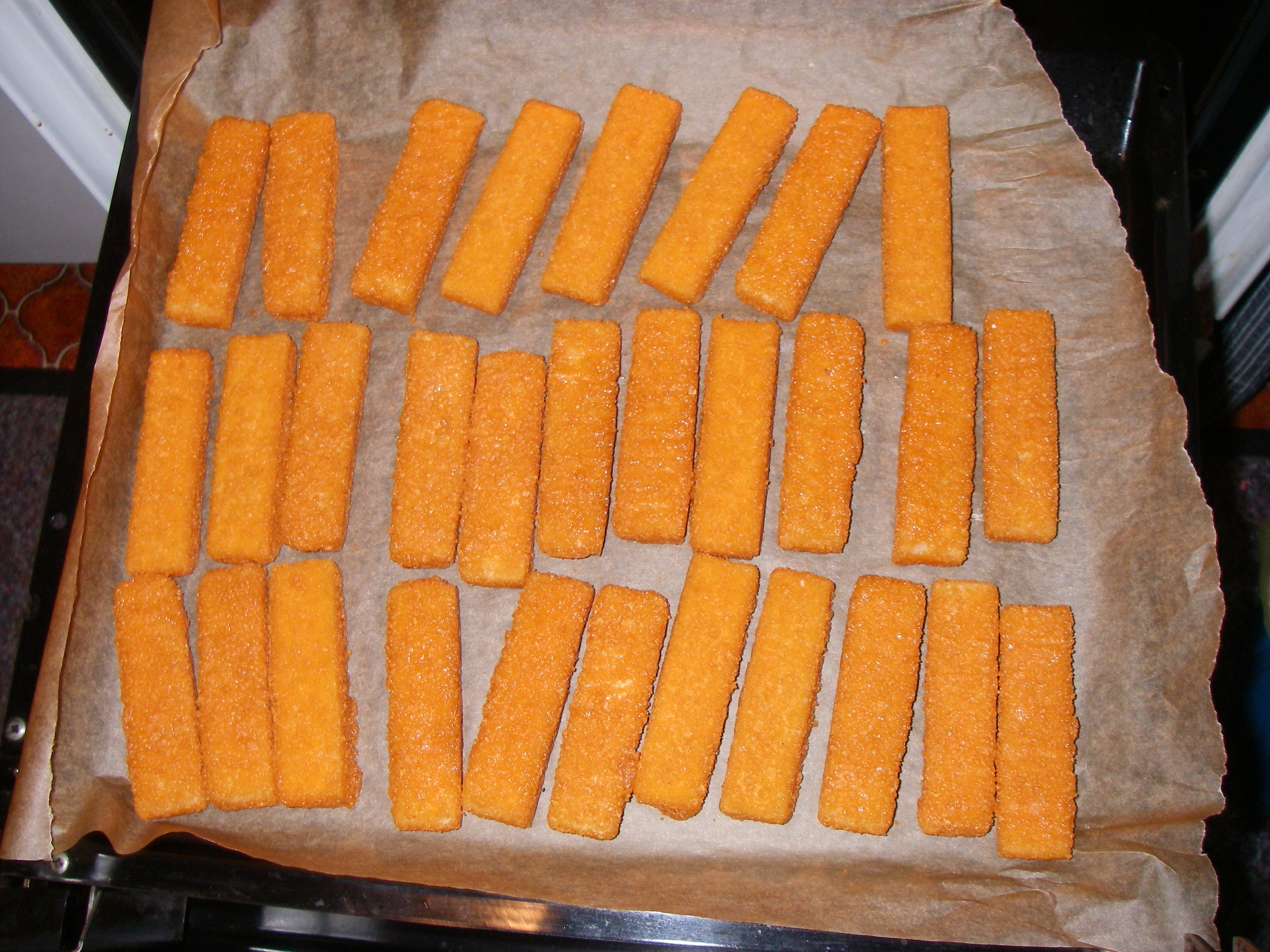
Poisson pané sur du papier sulfurisé, après cuisson au four.

Le papier sulfurisé est un papier traité à l'acide sulfurique (H2SO4) de manière à colmater sa porosité par un gel de cellulose afin de le rendre imperméable et de pouvoir résister aux températures de cuisson élevées. Il est parfois aussi appelé papier tartines. En Amérique du Nord, on l'appelle généralement papier parchemin (Parchment paper).
Le terme papier de cuisson est plus large et concerne un ensemble de papiers ayant des propriétés similaires, dont fait partie le papier sulfurisé. Certains papiers sulfurisés de cuisson sont recouverts d'une substance imperméable très résistante à la chaleur et repoussant à la fois l'eau et le gras, mais très polluante (contenant des PFAS, dits « polluants éternels »). Les types de cuisson supportés par le papier sulfurisé sont beaucoup plus larges que ceux du papier ciré.

## Propriétés
Le papier sulfurisé est un papier d'une grande dureté de surface, à l'aspect parcheminé, translucide et à très faible niveau de porosité, utilisé en emballage, pour le conditionnement de corps gras, et en pâtisserie car il supporte certaines cuissons au four traditionnel et évite le graissage des plats ce qui facilite le nettoyage. Il peut se vendre en rouleau pour usage domestique, et c'est aussi un accessoire pour l'emballage, notamment de pâtes à tarte prêtes à l'emploi dont il facilite le déroulage, la cuisson et le démoulage.

## Procédé de fabrication
Ce type de papier est obtenu par trempage dans l'acide sulfurique (H2SO4). L'action de l'acide est immédiate et provoque la rupture des fibres longues de cellulose. Les fibres cellulosiques courtes qui en résultent sont partiellement solubilisées et forment un gel de cellulose, qui reste alors plaqué sur le papier et bouche les pores, assurant ainsi son imperméabilité. Le papier est ensuite immédiatement rincé à l'eau, puis séché.
Le papier sulfurisé est souvent recouvert de silicone anti-adhésif. Il résiste bien à des chaleurs de 215 °C à 230 °C. Il est aussi utilisé pour la conservation d'aliments à congeler, pour séparer des portions de viande, de poissons, etc. afin d'éviter qu'ils ne collent. 
D'usage unique, le papier sulfurisé fait aujourd'hui l'objet d'une recherche de substitution par des produits recyclables comme les tapis de pâtisserie (toiles en silicone ou en fibres de verre lavables) ou l'usage de techniques traditionnelles comme le graissage ou huilage suivi d'un farinage[réf. nécessaire].